# Liste des Pokémon de huitième génération
Pour un article plus général, voir Liste des Pokémon.
La huitième génération de Pokémon désigne les 96 Pokémon apparus dans les jeux Pokémon Épée et Pokémon Bouclier. Les DLC apportent huit nouveaux Pokémon, trois dans la première partie et cinq dans la deuxième. La région d'Hisui de Légendes Pokémon : Arceus comporte sept nouveaux Pokémon.
Cette génération introduit, comme les formes alternatives d'Alola de la génération précédente, des formes alternatives destinées aux Pokémon d'anciennes générations et spécifiques à la région de Galar dites « formes de Galar ». Ces nouvelles formes permettent alors à ces Pokémon d'obtenir une nouvelle évolution jamais vue précédemment.
Les pré-évolutions et évolutions accompagnées d'un numéro correspondent à des Pokémon issus d'autres générations.
Chaque Pokémon possède deux noms officiels en japonais : l'un en katakana (entre parenthèses) — sa transcription Hepburn pouvant être vue en passant la souris sur le nom japonais — et un autre en rōmaji, utilisé en tant que marque commerciale (en italique). En Occident, le nom français des Pokémon est utilisé en France, en Belgique, en Suisse et au Québec tandis que le nom anglais est utilisé dans le reste du monde, à l'exception de l'Allemagne, la Corée du Sud et la Chine.
| Numéro national |              | Nom français                 | Nom japonais        | Nom anglais                    |                            | Type            |  | Évolution précédente | Évolution suivante |
| --------------- | ------------ | ---------------------------- | ------------------- | ------------------------------ | -------------------------- | --------------- |  | -------------------- | ------------------ |
| 810             |              | Ouistempo                    | Sarunori (サルノリ) | Grookey                        |                            | Plante          |  | Œuf                  | Badabouin          |
| 811             | Badabouin    | Bachinkey (バチンキー)       | Thwackey            | Plante                         | Ouistempo                  | Gorythmic       |  |                      |                    |
| 812             | Gorythmic    | Gorirander (ゴリランダ)      | Rillaboom           | Plante                         | Badabouin                  | Pas d’évolution |  |                      |                    |
| 813             | Flambino     | Hibanny (ヒバニー)           | Scorbunny           | Feu                            | Œuf                        | Lapyro          |  |                      |                    |
| 814             | Lapyro       | Rabbifuto (ラビフット)       | Raboot              | Feu                            | Flambino                   | Pyrobut         |  |                      |                    |
| 815             | Pyrobut      | Aceburn (エースバーン)       | Cinderace           | Feu                            | Lapyro                     | Pas d’évolution |  |                      |                    |
| 816             | Larméléon    | Messon (メッソン)            | Sobble              | Eau                            | Œuf                        | Arrozard        |  |                      |                    |
| 817             | Arrozard     | Jimereon (ジメレオン)        | Drizzile            | Eau                            | Larméléon                  | Lézargus        |  |                      |                    |
| 818             | Lézargus     | Intereon (インテレオン)      | Inteleon            | Eau                            | Arrozard                   | Pas d’évolution |  |                      |                    |
| 819             | Rongourmand  | Hoshigarisu (ホシガリス)     | Skwovet             | Normal                         | Œuf                        | Rongrigou       |  |                      |                    |
| 820             | Rongrigou    | Yokubarisu (ヨクバリス)      | Greedent            | Normal                         | Rongourmand                | Pas d’évolution |  |                      |                    |
| 821             | Minisange    | Kokogara (ココガラ)          | Rookidee            | Vol                            | Œuf                        | Bleuseille      |  |                      |                    |
| 822             | Bleuseille   | Aogarasu (アオガラス)        | Corvisquire         | Vol                            | Minisange                  | Corvaillus      |  |                      |                    |
| 823             | Corvaillus   | Armorga (アーマーガア)       | Corviknight         | Vol / Acier                    | Bleuseille                 | Pas d’évolution |  |                      |                    |
| 824             | Larvadar     | Sacchimushi (サッチムシ)     | Blipbug             | Insecte                        | Œuf                        | Coléodôme       |  |                      |                    |
| 825             | Coléodôme    | Redomushi (レドームシ)       | Dottler             | Insecte / Psy                  | Larvadar                   | Astronelle      |  |                      |                    |
| 826             | Astronelle   | Eolb (イオルブ)              | Orbeetle            | Insecte / Psy                  | Coléodôme                  | Pas d’évolution |  |                      |                    |
| 827             | Goupilou     | Kusune (クスネ)              | Nickit              | Ténèbres                       | Œuf                        | Roublenard      |  |                      |                    |
| 828             | Roublenard   | Foxly (フォクスライ)         | Thievul             | Ténèbres                       | Goupilou                   | Pas d’évolution |  |                      |                    |
| 829             | Tournicoton  | Himenka (ヒメンカ)           | Gossifleur          | Plante                         | Œuf                        | Blancoton       |  |                      |                    |
| 830             | Blancoton    | Watashiraga (ワタシラガ)     | Eldegoss            | Plante                         | Tournicoton                | Pas d’évolution |  |                      |                    |
| 831             | Moumouton    | Wooluu (ウールー)            | Wooloo              | Normal                         | Œuf                        | Moumouflon      |  |                      |                    |
| 832             | Moumouflon   | Baiwooluu (バイウールー)     | Dubwool             | Normal                         | Moumouton                  | Pas d’évolution |  |                      |                    |
| 833             | Khélocrok    | Kamukame (カムカメ)          | Chewtle             | Eau / Roche                    | Œuf                        | Torgamord       |  |                      |                    |
| 834             | Torgamord    | Kajirigame (カジリガメ)      | Drednaw             | Eau / Roche                    | Khélocrok                  | Pas d’évolution |  |                      |                    |
| 835             | Voltoutou    | Wanpachi (ワンパチ)          | Yamper              | Électrik                       | Œuf                        | Fulgudog        |  |                      |                    |
| 836             | Fulgudog     | Pulsewan (パルスワン)        | Boltund             | Électrik                       | Voltoutou                  | Pas d’évolution |  |                      |                    |
| 837             | Charbi       | Tandon (タンドン)            | Rolycoly            | Roche                          | Œuf                        | Wagomine        |  |                      |                    |
| 838             | Wagomine     | Toroggon (トロッゴン)        | Carkol              | Roche / Feu                    | Charbi                     | Monthracite     |  |                      |                    |
| 839             | Monthracite  | Sekitanzan (セキタンザン)    | Coalossal           | Roche / Feu                    | Wagomine                   | Pas d’évolution |  |                      |                    |
| 840             | Verpom       | Kajicchu (カジッチュ)        | Applin              | Plante / Dragon                | Œuf                        | Pomdrapi        |  |                      |                    |
| 840             | Verpom       | Kajicchu (カジッチュ)        | Applin              | Plante / Dragon                | Œuf                        | Dratatin        |  |                      |                    |
| 840             | Verpom       | Kajicchu (カジッチュ)        | Applin              | Plante / Dragon                | Œuf                        | Pomdramour      |  |                      |                    |
| 841             | Pomdrapi     | Appryu (アップリュー)        | Flapple             | Plante / Dragon                | Verpom                     | Pas d’évolution |  |                      |                    |
| 842             | Dratatin     | Tarupple (タルップル)        | Appletun            | Plante / Dragon                | Verpom                     | Pas d’évolution |  |                      |                    |
| 843             | Dunaja       | Sunahebi (スナヘビ)          | Silicobra           | Sol                            | Œuf                        | Dunaconda       |  |                      |                    |
| 844             | Dunaconda    | Sadaija (サダイジャ)         | Sandaconda          | Sol                            | Dunaja                     | Pas d’évolution |  |                      |                    |
| 845             | Nigosier     | Uu (ウッウ)                  | Cramorant           | Vol / Eau                      | Œuf                        | Pas d’évolution |  |                      |                    |
| 846             | Embrochet    | Sasikamasu (サシカマス)      | Arrokuda            | Eau                            | Œuf                        | Hastacuda       |  |                      |                    |
| 847             | Hastacuda    | Kamasujaw (カマスジョー)     | Barraskewda         | Eau                            | Embrochet                  | Pas d’évolution |  |                      |                    |
| 848             | Toxizap      | Eleson (エレズン)            | Toxel               | Électrik / Poison              | Œuf                        | Salarsen        |  |                      |                    |
| 849             | Salarsen     | Strinder (ストリンダー)      | Toxtricity          | Électrik / Poison              | Toxizap                    | Pas d’évolution |  |                      |                    |
| 850             | Grillepattes | Yakude (ヤクデ)              | Sizzlipede          | Feu / Insecte                  | Œuf                        | Scolocendre     |  |                      |                    |
| 851             | Scolocendre  | Maruyakude (マルヤクデ)      | Centiskorch         | Feu / Insecte                  | Grillepattes               | Pas d’évolution |  |                      |                    |
| 852             | Poulpaf      | Tatakko (タタッコ)           | Clobbopus           | Combat                         | Œuf                        | Krakos          |  |                      |                    |
| 853             | Krakos       | Otosupus (オトスパス)        | Grapploct           | Combat                         | Poulpaf                    | Pas d’évolution |  |                      |                    |
| 854             | Théffroi     | Yabacha (ヤバチャ)           | Sinistea            | Spectre                        | Œuf                        | Polthégeist     |  |                      |                    |
| 855             | Polthégeist  | Potdeath (ポットデス )       | Polteageist         | Spectre                        | Théffroi                   | Pas d’évolution |  |                      |                    |
| 856             | Bibichut     | Mibrim (ミブリム)            | Hatenna             | Psy                            | Œuf                        | Chapotus        |  |                      |                    |
| 857             | Chapotus     | Tebrim (テブリム)            | Hattrem             | Psy                            | Bibichut                   | Sorcilence      |  |                      |                    |
| 858             | Sorcilence   | Brimuon (ブリムオン)         | Hatterene           | Psy / Fée                      | Chapotus                   | Pas d’évolution |  |                      |                    |
| 859             | Grimalin     | Beroba (ベロバー)            | Impidimp            | Ténèbres / Fée                 | Œuf                        | Fourbelin       |  |                      |                    |
| 860             | Fourbelin    | Gimoh (ギモー)               | Morgrem             | Ténèbres / Fée                 | Grimalin                   | Angoliath       |  |                      |                    |
| 861             | Angoliath    | Ohlonge (オーロンゲ)         | Grimmsnarl          | Ténèbres / Fée                 | Angoliath                  | Pas d’évolution |  |                      |                    |
| 862             | Ixon         | Tachifusaguma (タチフサグマ) | Obstagoon           | Ténèbres / Normal              | Linéon de Galar (#264)     | Pas d’évolution |  |                      |                    |
| 863             | Berserkatt   | Nyaiking (ニャイキング)      | Perrserker          | Acier                          | Miaouss de Galar (#052)    | Berserkatt      |  |                      |                    |
| 864             | Corayôme     | Sunigoon (サニゴーン)        | Cursola             | Spectre                        | Corayon de Galar (#222)    | Pas d’évolution |  |                      |                    |
| 865             | Palarticho   | Negigaknight (ネギガナイト)  | Sirfetch'd          | Combat                         | Canarticho de Galar (#083) | Pas d’évolution |  |                      |                    |
| 866             | M. Glaquette | Barrikohru (バリコオル)      | Mr. Rime            | Glace / Psy                    | M. Mime de Galar (#122)    | Pas d’évolution |  |                      |                    |
| 867             | Tutétékri    | Deathbarn (デスバーン)       | Runerigus           | Sol / Spectre                  | Tutafeh de Galar (#562)    | Pas d’évolution |  |                      |                    |
| 868             | Crèmy        | Mahomil (マホミル)           | Milcery             | Fée                            | Œuf                        | Charmilly       |  |                      |                    |
| 869             | Charmilly    | Mawhip (マホイップ)          | Alcremie            | Fée                            | Crèmy                      | Pas d’évolution |  |                      |                    |
| 870             | Hexadron     | Tairetsu (タイレーツ)        | Falinks             | Combat                         | Œuf                        | Pas d’évolution |  |                      |                    |
| 871             | Wattapik     | Bachinuni (バチンウニ)       | Pincurchin          | Électrik                       | Œuf                        | Pas d’évolution |  |                      |                    |
| 872             | Frissonille  | Yukihami (ユキハミ)          | Snom                | Glace / Insecte                | Œuf                        | Beldeneige      |  |                      |                    |
| 873             | Beldeneige   | Mothnow (モスノウ)           | Frosmoth            | Glace / Insecte                | Frissonille                | Pas d’évolution |  |                      |                    |
| 874             | Dolman       | Ishihengin (イシヘンジン)    | Stonjourner         | Roche                          | Œuf                        | Pas d’évolution |  |                      |                    |
| 875             | Bekaglaçon   | Korippo (コオリッポ)         | Eiscue              | Glace                          | Œuf                        | Pas d’évolution |  |                      |                    |
| 876             | Wimessir     | Yessan (イエッサン)          | Indeedee            | Psy / Normal                   | Œuf                        | Pas d’évolution |  |                      |                    |
| 877             | Morpeko      | Morpeko (モルペコ)           | Morpeko             | Électrik / Ténèbres            | Œuf                        | Pas d’évolution |  |                      |                    |
| 878             | Charibari    | Zoudou (ゾウドウ)            | Cufant              | Acier                          | Œuf                        | Pachyradjah     |  |                      |                    |
| 879             | Pachyradjah  | Daioudou (ダイオウドウ)      | Copperajah          | Acier                          | Charibari                  | Pas d’évolution |  |                      |                    |
| 880             | Galvagon     | Patchiragon (パッチラゴン)   | Dracozolt           | Électrik / Dragon              | Fossile / Œuf              | Pas d’évolution |  |                      |                    |
| 881             | Galvagla     | Patchilldon (パッチルドン)   | Arctozolt           | Électrik / Glace               | Fossile / Œuf              | Pas d’évolution |  |                      |                    |
| 882             | Hydragon     | Uonoragon (ウオノラゴン)     | Dracovish           | Eau / Dragon                   | Fossile / Œuf              | Pas d’évolution |  |                      |                    |
| 883             | Hydragla     | Uochilldon (ウオチルドン)    | Arctovish           | Eau / Glace                    | Fossile / Œuf              | Pas d’évolution |  |                      |                    |
| 884             | Duralugon    | Duraludon (ジュラルドン)     | Duraludon           | Acier / Dragon                 | Œuf                        | Pondralugon     |  |                      |                    |
| 885             | Fantyrm      | Dorameshiya (ドラメシヤ)     | Dreepy              | Dragon / Spectre               | Œuf                        | Dispareptil     |  |                      |                    |
| 886             | Dispareptil  | Doronch (ドロンチ)           | Drakloak            | Dragon / Spectre               | Fantyrm                    | Lanssorien      |  |                      |                    |
| 887             | Lanssorien   | Dorapult (ドラパルト)        | Dragapult           | Dragon / Spectre               | Dispareptil                | Pas d’évolution |  |                      |                    |
| 888             | Zacian       | Zacian (ザシアン)            | Zacian              | Fée                            | Pas de pré-évolution       | Pas d’évolution |  |                      |                    |
| 889             | Zamazenta    | Zamazenta (ザマゼンタ)       | Zamazenta           | Combat                         | Pas de pré-évolution       | Pas d’évolution |  |                      |                    |
| 890             | Éthernatos   | Mugendaina (ムゲンダイナ)    | Eternatus           | Poison / Dragon                | Pas de pré-évolution       | Pas d’évolution |  |                      |                    |
| 891             | Wushours     | Dakuma (ダクマ)              | Kubfu               | Combat                         | Pas de pré-évolution       | Shifours        |  |                      |                    |
| 892             | Shifours     | Wulaosu (ウーラオス)         | Urshifu             | Combat / Ténèbres Combat / Eau | Wushours                   | Pas d’évolution |  |                      |                    |
| 893             | Zarude       | Zarudo (ザルード)            | Zarude              | Ténèbres / Plante              | Pas de pré-évolution       | Pas d’évolution |  |                      |                    |
| 894             | Regieleki    | Regieleki (レジエレキ)       | Regieleki           | Électrik                       | Pas de pré-évolution       | Pas d’évolution |  |                      |                    |
| 895             | Regidrago    | Regidorago (レジドラゴ)      | Regidrago           | Dragon                         | Pas de pré-évolution       | Pas d’évolution |  |                      |                    |
| 896             | Blizzeval    | Blizzapos (ブリザポス)       | Glastrier           | Glace                          | Pas de pré-évolution       | Pas d’évolution |  |                      |                    |
| 897             | Spectreval   | Wraithpos (レイスポス)       | Spectrier           | Spectre                        | Pas de pré-évolution       | Pas d’évolution |  |                      |                    |
| 898             | Sylveroy     | Budrex (バドレックス)        | Calyrex             | Psy / Plante                   | Pas de pré-évolution       | Pas d’évolution |  |                      |                    |
| 899             | Cerbyllin    | Ayashishi (アヤシシ)         | Wyrdeer             | Normal / Psy                   | Cerfrousse (#234)          | Pas d’évolution |  |                      |                    |
| 900             | Hachécateur  | Basagiri (バサギリ)          | Kleavor             | Insecte / Roche                | Insécateur (#123)          | Pas d’évolution |  |                      |                    |
| 901             | Ursaking     | Gachiguma (ガチグマ)         | Ursaluna            | Normal / Sol                   | Ursaring (#217)            | Pas d’évolution |  |                      |                    |
| 902             | Paragruel    | Idaitou (イダイトウ)         | Basculegion         | Eau / Spectre                  | Bargantua (#550)           | Pas d’évolution |  |                      |                    |
| 903             | Farfurex     | Ohnyula (オオニューラ)       | Sneasler            | Poison / Combat                | Farfuret de Hisui          | Pas d’évolution |  |                      |                    |
| 904             | Qwilpik      | Haryman (ハリーマン)         | Overqwil            | Ténèbres / Poison              | Qwilfish de Hisui          | Pas d’évolution |  |                      |                    |
| 905             | Amovénus     | Lovetolos (ラブトロス)       | Enamorus            | Fée / Vol                      | Pas de pré-évolution       | Pas d’évolution |  |                      |                    |

## Formes de Galar
Cette génération a introduit 19 formes régionales spécifiques à la région de Galar, appelées « formes de Galar ».
| Numéro national |                     | Nom français                             | Nom japonais                       | Nom anglais       |                          | Type                    |  | Évolution précédente | Évolution suivante |
| --------------- | ------------------- | ---------------------------------------- | ---------------------------------- | ----------------- | ------------------------ | ----------------------- |  | -------------------- | ------------------ |
| 052             |                     | Miaouss de Galar                         | Galar no Nyarth (ガラルのニャース) | Galarian Meowth   |                          | Acier                   |  | Œuf                  | Berserkatt (#863)  |
| 077             | Ponyta de Galar     | Galar no Ponyta (ガラルのポニータ)       | Galarian Ponyta                    | Psy               | Œuf                      | Galopa de Galar         |  |                      |                    |
| 078             | Galopa de Galar     | Galar no Gallop (ガラルのギャロップ)     | Galarian Rapidash                  | Psy / Fée         | Ponyta de Galar          | Pas d’évolution         |  |                      |                    |
| 079             | Ramoloss de Galar   | Galar no Yadon (ガラルのヤドン)          | Galarian Slowpoke                  | Psy               | Œuf                      | Flagadoss de Galar      |  |                      |                    |
| 079             | Ramoloss de Galar   | Galar no Yadon (ガラルのヤドン)          | Galarian Slowpoke                  | Psy               | Œuf                      | Roigada de Galar (#199) |  |                      |                    |
| 080             | Flagadoss de Galar  | Galar no Yadoran (ガラルのヤドラン)      | Galarian Slowbro                   | Poison / Psy      | Ramoloss de Galar        | Pas d’évolution         |  |                      |                    |
| 083             | Canarticho de Galar | Galar no Kamonegi (ガラルのカモネギ)     | Galarian Farfetch'd                | Combat            | Œuf                      | Palarticho (#865)       |  |                      |                    |
| 110             | Smogogo de Galar    | Galar no Matadogas (ガラルのマタドガス)  | Galarian Weezing                   | Poison / Fée      | Smogo (#109)             | Pas d’évolution         |  |                      |                    |
| 122             | M. Mime de Galar    | Galar no Barrierd (ガラルのバリヤード)   | Galarian Mr. Mime                  | Glace / Psy       | Mime Jr. (#439)          | M. Glaquette (#866)     |  |                      |                    |
| 144             | Artikodin de Galar  | Galar no Freezer (ガラルのフリーザー)    | Galarian Articuno                  | Psy / Vol         | Pas de pré-évolution     | Pas d’évolution         |  |                      |                    |
| 145             | Électhor de Galar   | Galar no Thunder (ガラルのサンダー)      | Galarian Zapdos                    | Combat / Vol      | Pas de pré-évolution     | Pas d’évolution         |  |                      |                    |
| 146             | Sulfura de Galar    | Galar no Fire (ガラルのファイヤー)       | Galarian Moltres                   | Ténèbres / Vol    | Pas de pré-évolution     | Pas d’évolution         |  |                      |                    |
| 199             | Roigada de Galar    | Galar no Yadoking (ガラルのヤドキング)   | Galarian Slowking                  | Poison / Psy      | Ramoloss de Galar (#079) | Pas d’évolution         |  |                      |                    |
| 222             | Corayon de Galar    | Galar no Saniigo (ガラルのサニーゴ)      | Galarian Corsola                   | Spectre           | Œuf                      | Corayôme (#864)         |  |                      |                    |
| 263             | Zigzaton de Galar   | Galar no Jiguzaguma (ガラルのジグザグマ) | Galarian Zigzagoon                 | Ténèbres / Normal | Œuf                      | Linéon de Galar         |  |                      |                    |
| 264             | Linéon de Galar     | Galar no Massuguma (ガラルのマッスグマ)  | Galarian Linoone                   | Ténèbres / Normal | Zigzaton de Galar        | Ixon (#862)             |  |                      |                    |
| 554             | Darumarond de Galar | Galar no Darumakka (ガラルのダルマッカ)  | Galarian Darumaka                  | Glace             | Œuf                      | Darumacho de Galar      |  |                      |                    |
| 555             | Darumacho de Galar  | Galar no Hihidaruma (ガラルのヒヒダルマ) | Galarian Darmanitan                | Glace             | Darumarond de Galar      | Pas d’évolution         |  |                      |                    |
| 562             | Tutafeh de Galar    | Galar no Desumasu (ガラルのデスマス)     | Galarian Yamask                    | Sol / Spectre     | Œuf                      | Tutétékri (#867)        |  |                      |                    |
| 618             | Limonde de Galar    | Galar no Maggyo (ガラルのマッギョ)       | Galarian Stunfisk                  | Sol / Acier       | Œuf                      | Pas d’évolution         |  |                      |                    |

## Formes de Hisui
Cette génération a introduit 7 Pokémon spécifiques à la région de Hisui ainsi que 16 formes régionales spécifiques à la région de Hisui, appelées « formes de Hisui ».
| Numéro national | Nom français        | Nom japonais                             | Nom anglais        | Type              | Évolution précédente | Évolution suivante  |
| --------------- | ------------------- | ---------------------------------------- | ------------------ | ----------------- | -------------------- | ------------------- |
| 058             | Caninos de Hisui    | Hisui no Gardie (ヒスイのガーディ)       | Hisuian Growlithe  | Feu / Roche       | Œuf                  | Arcanin de Hisui    |
| 059             | Arcanin de Hisui    | Hisui no Windie (ヒスイのウインディ)     | Hisuian Arcanine   | Feu / Roche       | Caninos de Hisui     | Pas d’évolution     |
| 100             | Voltorbe de Hisui   | Hisui no Biriridama (ヒスイのビリリダマ) | Hisuian Voltorb    | Électrik / Plante | Œuf                  | Électrode de Hisui  |
| 101             | Électrode de Hisui  | Hisui no Marumine (ヒスイのマルマイン)   | Hisuian Electrode  | Électrik / Plante | Voltorbe de Hisui    | Pas d’évolution     |
| 157             | Typhlosion de Hisui | Hisui no Bakphoon (ヒスイのバクフーン)   | Hisuian Typhlosion | Feu / Spectre     | Feurisson (#156)     | Pas d’évolution     |
| 211             | Qwilfish de Hisui   | Hisui no Harysen (ヒスイのハリーセン)    | Hisuian Qwilfish   | Ténèbres / Poison | Œuf                  | Qwilpik             |
| 215             | Farfuret de Hisui   | Hisui no Nyula (ヒスイのニューラ)        | Hisuian Sneasel    | Poison / Combat   | Œuf                  | Farfurex            |
| 503             | Clamiral de Hisui   | Hisui no Daikenki (ヒスイのダイケンキ)   | Hisuian Samurott   | Eau / Ténèbres    | Mateloutre (#502)    | Pas d’évolution     |
| 549             | Fragilady de Hisui  | Hisui no Dredear (ヒスイのドレディア)    | Hisuian Lilligant  | Plante / Combat   | Chlorobule (#548)    | Pas d’évolution     |
| 570             | Zorua de Hisui      | Hisui no Zorua (ヒスイのゾロア)          | Hisuian Zorua      | Normal / Spectre  | Œuf                  | Zoroark de Hisui    |
| 571             | Zoroark de Hisui    | Hisui no Zoroark (ヒスイのゾロアーク)    | Hisuian Zoroark    | Normal / Spectre  | Zorua de Hisui       | Pas d’évolution     |
| 628             | Gueriaigle de Hisui | Hisui no Warrgle (ヒスイのウォーグル)    | Hisuian Braviary   | Psy / Vol         | Furaiglon (#627)     | Pas d’évolution     |
| 705             | Colimucus de Hisui  | Hisui no Numeil (ヒスイのヌメイル)       | Hisuian Sliggoo    | Dragon / Acier    | Mucuscule (#704)     | Muplodocus de Hisui |
| 706             | Muplodocus de Hisui | Hisui no Numelgon (ヒスイのヌメルゴン)   | Hisuian Goodra     | Dragon / Acier    | Colimucus de Hisui   | Pas d’évolution     |
| 713             | Séracrawl de Hisui  | Hisui no Crebase (ヒスイのクレベース)    | Hisuian Avalugg    | Glace / Roche     | Grelaçon (#712)      | Pas d’évolution     |
| 724             | Archéduc de Hisui   | Hisui no Junaiper (ヒスイのジユナイパー) | Hisuian Decidueye  | Plante / Combat   | Efflèche (#723)      | Pas d’évolution     |